# Coupe de France de hockey sur glace 2003-2004
Navigation
Coupe de France 2003 Coupe de France 2005
La Coupe de France de hockey sur glace 2003-04 a eu lieu entre le 18 octobre et le 9 mars. La finale s'est jouée à Grenoble et a opposé les Dragons de Rouen aux Brûleurs de Loups de Grenoble. Les joueurs locaux se sont inclinés sur le score de 5 buts à 1.

## Déroulement de la compétition

### Tour de barrage
L'équipe de Strasbourg n'ayant pas encore inauguré sa patinoire lors du tour préliminaire (18 octobre) ne participe pas à cette édition de la Coupe de France.
- Albatros de Brest II  5-6 Aigles de La Roche-sur-Yon (après prolongation)
- Dogs de Cholet 3-8 Corsaires de Nantes
- Cormorans de Rennes 1-11 Drakkars de Caen
- Jokers de Cergy 4-6 Bisons de Neuilly-sur-Marne
- Chiefs de Garges 8-2 Anges du Vésinet
- Castors d'Asnières 3-4 Jets de Viry-Essonne
- Docks du Havre 3-1 Coqs de Courbevoie
- Hockey Club de Meudon 5-6 Athletic Club Boulogne-Billancourt  (après prolongation)
- Galaxians d'Amnéville 15-2 Diables Rouges de Valenciennes
- Flammes Bleues de Reims 3-5 Gothiques d'Amiens II
- Bélougas de Toulouse 4-5 Taureaux de Feu de Limoges   (après prolongation)
- Boxers de Bordeaux 3-11 Lions de Lyon
- Chevaliers du Lac d'Annecy 2-5 Éléphants de Chambéry
- Vipers de Montpellier 3-1 Castors d'Avignon
- Boucaniers de Toulon 4-3 Lynx de Valence (aux tirs au but)
- Chamois de Chamonix 2-3 Pingouins de Morzine  (après prolongation)

### Seizièmes de finale
Les seizièmes de finale ont vu l'entrée en jeu des équipes de Super 16 (ligue Élite) et les matchs ont eu lieu les 8, 11 et 13 novembre.
- Ducs de Dijon 6-5 Dauphins d'Épinal (aux tirs au but)
- Lions de Lyon 1-9 Diables Rouges de Briançon
- Brûleurs de Loups de Grenoble 5-0 Ours de Villard-de-Lans
- Rapaces de Gap 6-4 Pingouins de Morzine
- Éléphants de Chambéry 3-4 Avalanche Mont-Blanc (après prolongation)
- Corsaires de Nantes 2-5 Ducs d'Angers
- Aigles de La Roche-sur-Yon 3-4 Sangliers Arvernes de Clermont
- Scorpions de Mulhouse 10-0 Galaxians d'Amnéville
- Taureaux de Feu de Limoges 2-4 Vipers de Montpellier
- Boucaniers de Toulon 1-7 Orques d'Anglet
- Gothiques d'Amiens II 3-4 Corsaires de Dunkerque
- Docks du Havre6-5 Drakkars de Caen
- Dragons de Rouen 3-2 Albatros de Brest
- Jets de Viry-Essonne 0-3 Gothiques d'Amiens
- Diables Noirs de Tours 10-0 Bisons de Neuilly-sur-Marne
- Athletic Club Boulogne-Billancourt 3-9 Chiefs de Garges

### Huitièmes de finale
Les matchs ont eu lieu les 9 et 10 décembre.
- Vipers de Montpellier 2-9 Sangliers Arvernes de Clermont
- Rapaces de Gap 0-6 Scorpions de Mulhouse
- Diables Rouges de Briançon 3-6 Brûleurs de Loups de Grenoble
- Avalanche Mont-Blanc 5-2 Ducs de Dijon
- Orques d'Anglet 5-3 Ducs d'Angers
- Diables Noirs de Tours 2-5 Dragons de Rouen
- Corsaires de Dunkerque 9-5 Chiefs de Garges
- Docks du Havre 1-7 Gothiques d'Amiens

### Quarts de finale
Les matchs ont eu lieu le 13 janvier
- Dragons de Rouen 4-1 Corsaires de Dunkerque
- Scorpions de Mulhouse 5-1 Gothiques d'Amiens
- Brûleurs de Loups de Grenoble 4-3 Orques d'Anglet
- Avalanche Mont-Blanc 8-6 Sangliers Arvernes de Clermont

### Demi-finales
Les matchs ont eu lieu le 24 février.
- Dragons de Rouen 4-2 Scorpions de Mulhouse
- Brûleurs de Loups de Grenoble 5- 1 Avalanche Mont-Blanc

### Finale
La finale de cette édition a lieu le 9 mars 2004 dans la patinoire Pôle Sud de Grenoble. Les Dragons de Rouen, champions en titre, ont battu les Brûleurs de Loups sur le score de 5 à 1 devant 3 500 personnes. Le détail des buts est donné ci-dessous.
| Score | Équipe   | But         | Assistance        |
| ----- | -------- | ----------- | ----------------- |
| 0-1   | Rouen    | Karjalainen | Salminen          |
| 1-1   | Grenoble | Deschaume   | B. Bachelet (SN)  |
| 1-2   | Rouen    | Carlsson    | Rousu             |
| 1-3   | Rouen    | Lemoine     | Carlsson          |
| 1-4   | Rouen    | Rousu       | Bellemare         |
| 1-5   | Rouen    | Lacroix     | Salminen et Rousu |